# NGC 7686
NGC 7686 est un vieil amas ouvert découvert par l'astronome britannique William Herschel en 1787. Il est dans la constellation d'Andromède.  

## Observation

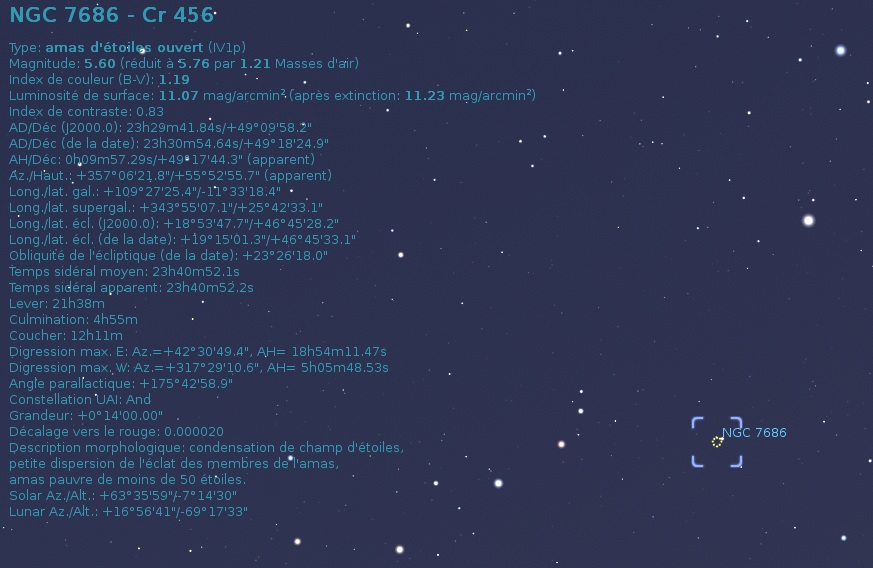
Localisation de NGC 7686 dans la constellation d'Andromède. (Stellarium
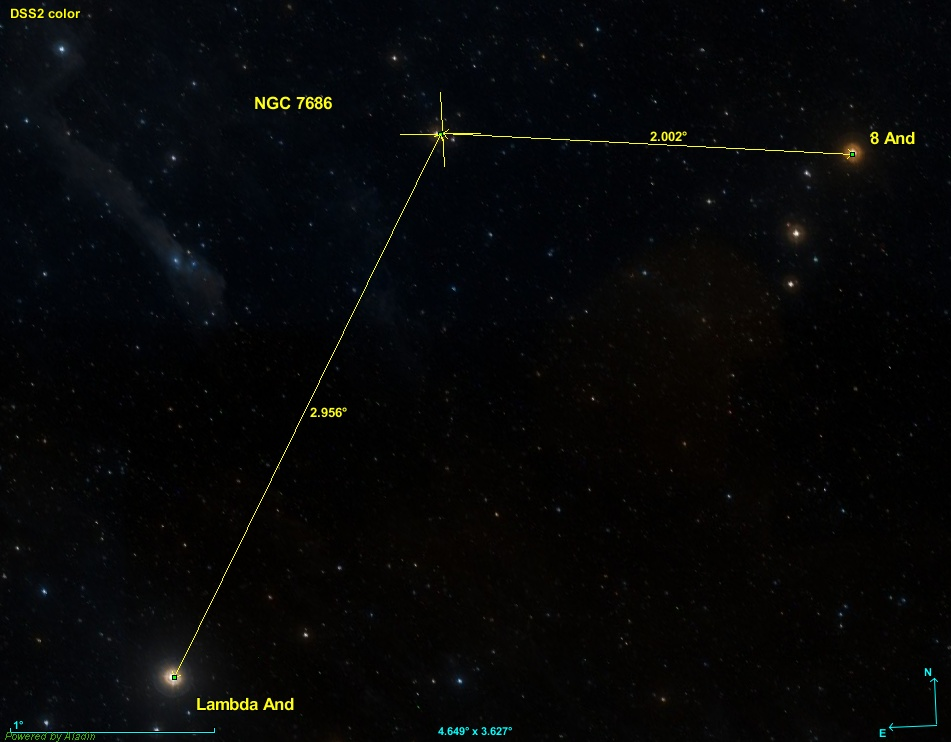
Position de NGC 7686 par rapport à deux étoiles.

NGC 7686 est passablement éloigné des principales étoiles brillantes du ciel de la Terre. Cet amas est situé à environ 3,0 degrés au nord-ouest de l'étoile Lambda Andromedae et à environ 2,0 degrés au nord-est de 8 And, deux étoiles visibles à l'oeil nu de la constallation du Andromède. 

## Caractéristiques

### Distance
On ne connaît pas la distance qui nous sépare de cet amas avec précision. Pour certains il est considérablement éloigné du système solaire, et pour d'autre il est plus près. Par orde chrnonologique des articles, voici les valeurs des distances suggérées.
Le professeur Ashraf Latif Tadross, indique dans un article publié en 2011 une distance de 1 534 ± 72 pc (∼5 000 al), soit 5 003 ± 235 al. L'article du professeur Tadross est basé sur les mesures du relevé 2MASS.
Une seule valeur de la distance est indiquée sur Simbad, soit environ 3 845 pc (∼12 500 al), soit 12 539 al. Cette valeur prvient de l'article de Loktin et Popova publié  2017. Cette publication est aussi basée sur les mesures du relevé 2MASS.
D'autre part, l'étoile supergéante rouge HD 221246 est située près du centre de l'amas et sa parallaxe est égale à 3,228 6 ± 0,023 7 mas ce qui correspond à une distance de 1 010,2 ± 7,5 al Cette mesure a été effectuée par le satellite Gaia et elle est paru dans un article publié en 2020 et c'est cette veleur qui apparaît dans l'encadré à droite. Elle est aussi utilisée pour le calcul de la taille de l'amas.

### Vitesse
Une seule vitesse de 6,00 km/s est indiquée sur Simbad. Cette valeur provient de la publication de Loktin et Popova

### Mouvement propre
Simbad indique deux couples de valeurs pour le mouvement propre de l'amas :
- −0,918 ± 0,102 mas/an et −0,704 ± 0,086 mas/an[9]
- −1,33 ± 4,12 mas/an et −1,58 ± 1,53 mas/an[11]

Ce deuxième coupe très peu précis provient d'un article publié en 2014 en utilisant les données du catalogue UCAC4

### Taille
Selon les sources, la taille apparente est de 3,6' ou de 15',. Grâce à un calcul simple, on peut trouver la dimension réelle de l'amas. En utilisant la plus grande taille apparente et la plus grande distance, on obtient la taille réelle maximale soit 54,72 al. De même, en utilisant la plus petite taille apparente et la plus petite distance, on obtient la plus petite dimension réelle, soit 13,13 al. De ces deux valeurs, on déduit que la taille de l'amas est égale à 33,9 ± 20,8 al. La taille de l'amas dépend évidemment du choix des étoiles qui en font partie, choix qui peu être très différent, surtout pour un amas éloigné. 

### Métallicité
Aucune source n'indique la métallicité de cet amas.

### Âge
Tadross et Popova indique un âge de 2,0 ± 0,08 Ga

### Mouvement propre
Les moyennes du mouvement propre en ascension droite et en déclinaison sont égales à 1,459 ± 0,087 mas et −0,796 ± 0,086 mas, où les incertitudes indiquées sont les écarts types.

## Les étoiles de NGC 7686
La géante rouge HD 221246 près du centre de l'amas???
| Nom                    | α                | δ                | P (mas)          | d (pc)         | μα*(mas/an) | μδ*(mas/an) | mV    | Type spectral | v (km/s)        | Rem     |
| ---------------------- | ---------------- | ---------------- | ---------------- | -------------- | ----------- | ----------- | ----- | ------------- | --------------- | ------- |
| BD+48 4067 NGC 7686 03 | 23h 29m 27,3978s | 49° 14′ 00,8484″ | 2,4597 ± 0,00641 | 400 +11 -10    | -13,894     | -8,219      | 8,92  | K0III         | -9,213 ± 0,0037 | Bin sp  |
| HD 221203 NGC 7682 02  | 23h 29m 39,2820s | 49° 06′ 25,7221″ | 3,86 ± 0,0191    | 259 ± 1        | -6,357      | 0,130       | 7,73  | G8III         | -8,43 ± 0,13    |         |
| TYC 3645-1802-1        | 23h 29m 52,8091s | 49° 12′ 16,3473″ | 0,3823 ± 0,0303  | 2616 +225 -192 | -2,468      | -2,369      | 11,12 | ?             | -78,57 ± 0,46   |         |
| BD+48 4065 NGC 7686 05 | 23h 30m 03,9583s | 49° 03′ 04,2878″ | 2,0712 ± 0,014   | 483 ± 3        | 7,692       | -1,490      | 10,20 | K1III-IV      | -5,32 ± 3,36    |         |
| HD 221246 NGC 7686 01  | 23h 30m 07,4136s | 49° 07′ 59,3222″ | 3,2286 ± 0,0237  | 310 ± 2        | 28,575      | 3,237       | 6,152 | K3III         | -8,41 ± 0,15    |         |
| BD+48 4068 NGC 7686 04 | 23h 30m 07,6734s | 49° 12′ 25,2290″ | 1,5368 ± 0,014   | 651 ± 6        | 3,850       | -6,581      | 9,52  | G8            | -35,14 ± 0,51   |         |
| TYC 3645-1700-1        | 23h 30m 19,1399s | 49° 16′ 54,4035″ | 0,9012 ± 0,0178  | 1110 ± 22      | 1,165       | -1,250      | 10,38 | ?             | ?               |         |
| BD+48 4073 NGC 7686 08 | 23h 30m 25,8773s | 49° 09′ 26,2573″ | 0,9584 ± 0,0184  | 1043 ± 20      | -2,557      | 1,336       | 10,92 | K0III         | -23,57 ± 0,23   |         |
| BD+48 4072 NGC 7686 41 | 23h 30m 28,7463s | 49° 16′ 31,0237″ | 1,3303 ± 0,0189  | 752 ± 11       | -7,294      | -0,325      | 9,93  | B9.5VSi       | -33,11 ± 0,11   | * Et CP |
| BD+48 4076 NGC 7686 07 | 23h 30m 37,5638s | 49° 08′ 57,7400″ | 1,2217 ± 0,0117  | 819 ± 8        | 8,871       | 3,782       | 10,37 | K0IIIi        | 1,94 ± 0,00     |         |
| BD+48 4079             | 23h 31m 08,9385s | 49° 19′ 16,7178″ | 0,753 ± 0,0135   | 1328 ± 24      | 1,581       | -2,100      | 10,10 | ?             | -25,62 ± 0,77   |         |
| TYC 3645-1878-1        | 23h 31m 26,5555s | 49° 13′ 48,5789″ | 0,6994 ± 0,022   | 1430 +46 -44   | 1,841       | 2,676       | 10,59 | ?             | -33,21 ± 0,29   |         |
| NGC 7686 06            | 23h 29m 54,0s    | 49° 17′ 00″      | ?                | ?              | ?           | ?           | 10,37 | ?             | ?               |         |
| NGC 7686 09            | 23h 29m 18,0s    | 48° 11′ 00″      | ?                | ?              | ?           | ?           | 11,03 | ?             | ?               |         |
| NGC 7686 10            | 23h 29m 12,0s    | 48° 08′ 00″      | ?                | ?              | ?           | ?           | 11,07 | ?             | ?               |         |
| NGC 7686 11            | 23h 29m 56,7239s | 48° 10′ 07,6832″ | 2,4096 ± 0,029   | 415 ± 5        | -8,393      | -6,465      | 11,15 | ?             | 2,00 ± 7,81     |         |
| NGC 7686 17            | 23h 29m 01,4106s | 49° 09′ 00,8568″ | 0,7271 ± 0,1371  | 1375+320 -218  | -6,440      | -8,256      | 11,90 | ?             | -93,68 ± 1,20   |         |
| NGC 7686 40 HD 221278  | 22h 30m 34,6048s | 49° 19′ 55,1430″ | 2,5086 ± 0,0325  | 399 ± 5        | 11,757      | -1,055      | 9,52  | A0            | -47,09 ± 0,50   |         |

- Bin sp = Binaire spectroscopique
- Et CP = Étoile chimiquement particulière

Les étoiles des onze premières rangées du tableau ont été identifiées avec le logiciel Aladiin. Certaines de ces sont aussi désignées comme NGC 7686 yy, où yy est un nombre allant de 1 à 41. Les étoiles des autres rangées sont obtenues en utilisant la raquête NGC 7686 yy. Comme vous pouvez le constatez, il n'y a que les coordonnées indiquées pour plusieurs étoiles.
Difficile à partir de ce tableau d'établir quelles étoiles appartiennent à l'amas, tellement leurs propriétés sont différentes. Il n'est dcnc pas étonnant de voir des valeurs très différentes de leurs propriétés d'un auteur à l'autre.